# Fuensanta Coves
Fuensanta Coves Botella (Elche, Alicante, 9 de mayo de 1961) es una política española perteneciente al Partido Socialista Obrero Español, y elegida presidenta del Parlamento de Andalucía en abril de 2008, cuando fue elegida por unanimidad de los tres grupos parlamentarios. También fue diputada por Almería en el parlamento andaluz, hasta abril de 2012.

## Biografía
Se licenció y doctoró en Farmacia por la Universidad de Granada en 1990. Posteriormente consiguió por oposición una plaza de profesora titular de la Universidad de Almería, en la rama de Ciencias Experimentales y especialización en Didáctica de las Ciencias. En este centro universitario ejerció durante tres años la dirección del Secretariado de Planes y Proyectos de Investigación del Vicerrectorado de Investigación.
En el año 2000 es nombrada consejera de Medio Ambiente de la Junta de Andalucía por el presidente del Gobierno regional, Manuel Chaves, quien la revalidaría en el puesto en 2004.
Gestionó la aprobación de dos leyes básicas en el ordenamiento jurídico andaluz. La Ley de la Flora y la Fauna Silvestres, y la Ley de Gestión de la Calidad Ambiental, inciden respectivamente en el medio natural y en el sector productivo.
En el 2007, el presidente de la Federación Andaluza de Caza, Carlos Astorga, solicitó a Coves la publicación de los decretos que desarrollan la Ley de Fauna y Flora Silvestres que aprobó el Parlamento de Andalucía sin ningún voto en contra. Astorga exigía así a la administración una respuesta mayor a las demandas del colectivo al mismo tiempo que defendió la coexistencia entre la caza y la agricultura.
Igualmente, se amplió la red de espacios naturales de Andalucía, en especial en la zona litoral, con el aumento de superficie de Doñana en la costa onubense, y la creación del parque natural del Estrecho de Gibraltar y del paraje natural de la isla de Alborán. El río Guadiamar, que sufrió el vertido minero de Boliden Apirsa, fue catalogado como Paisaje Protegido por su total recuperación ambiental. Sin embargo, algunas asociaciones exigieron su inmediata dimisión debido entre otros factores a la supuesta ilegalización de urbanizaciones y suelos urbanos que se han ido desarrollando en el Cabo de Gata.
La consejera Coves gestionó una ampliación de competencias en la Consejería de Medio Ambiente Andaluza. A la asunción de las competencias sobre el área de gestión del agua que ya tenía el Gobierno regional, se sumaron la transferencia desde el Estado de la Cuenca Mediterránea Andaluza, y de la Cuenca Atlántica Andaluza. 
Durante su mandato Andalucía consiguió el traspaso de la gestión de sus dos parques nacionales: Doñana y Sierra Nevada. 
En el aspecto de fauna, creó con éxito el centro de cría en cautividad del lince ibérico, e impulsó el del quebrantahuesos, que han permitido repoblar nuevas zonas –en el caso del felino- y recuperar una especie perdida en Andalucía, en el de la carroñera. También fue creada la marca de calidad parque natural de Andalucía, asentada hoy como el certificado de referencia para servicios y productos respetuosos con el espacio natural en el que se ubican.
En 2008 se convierte en presidenta del Parlamento de Andalucía cargo que ocupa hasta 2012. 
Es la actual Presidenta del PSOE de Andalucía.

## Cargos desempeñados
- Consejera de Medio Ambiente de la Junta de Andalucía (2000-2008).
- Diputada por Almería en el Parlamento de Andalucía (2004-2015).
- Presidenta del Parlamento de Andalucía (2008-2012).
- Senadora designada por el Parlamento de Andalucía (2012-2015).